# Новоархангельский район
Новоарха́нгельский райо́н (укр. Новоархангельський район) — упразднённая административная единица Кировоградской области Украины. Административный центр — посёлок городского типа Новоархангельск.

## История
Образован в 1923 году на территории бывших Новоархангельской и Тишковской волостей Первомайского уезда и вошёл в состав Первомайского округа Одесской губернии. В 1926 году к району была присоединена часть территорий упразднённого Викторштадтского района. В июне 1930 года Первомайский округ был расформирован и район вошёл в состав Уманского округа, однако уже в сентябре того же года все округа в Украинской ССР были ликвидированы и Новоархангельский район перешёл в прямое подчинение руководству республики.
В 1932 году район вошёл в состав новообразованной Одесской области. В 1935 году часть территории района вошла в состав Тишковского района. Указом Президиума Верховного Совета СССР от 10 января 1939 года Новоархангельский район включён в состав созданной этим же указом Кировоградской области в составе Украинской ССР.
В 1957 году в состав района вошла часть упразднённого Тишковского района. 16 июля 1959 года к Новоархангельскому району была присоединена часть территории расформированого Подвысоцкого района. В ходе административной реформы в Украинской ССР, в 1962 году территория района была укрупнена за счет присоединения частей Голованевского, Добровеличковского и Хмелевского районов, однако уже в 1965—1966 годах реформа была свёрнута и большая часть присоединённой к району территории была возвращена в прежние границы.
17 июля 2020 года в результате административно-территориальной реформы район вошёл в состав Голованевского района, на его территории были образованы Надлакская, Новоархангельская и Подвысоцкая территориальные общины.

## Состав района
На момент упразднения в состав района входили следующие населённые пункты:
- Новоархангельский поселковый совет:
  - Новоархангельск
  - Журавка
  - Камышёво
  - Лозоватка
  - Синюха
  - Солдатское
- Анновский сельский совет:
  - Анновка
  - Кагарлык
  - Новопетровка
- Ивановский сельский совет:
  - Вукитичево
  - Ивановка
- Кальниболотский сельский совет:
  - Жевановка
  - Калиновка
  - Кальниболота
  - Кондратовка
  - Низовое
  - Приют
- Каменецкий сельский совет:
  - Каменечье
- Копековатский сельский совет:
  - Борщевая
  - Копенковатое
  - Шевченко
- Мартыновский сельский совет:
  - Мартыновка
- Марьяновский сельский совет:
  - Диковичево
  - Марьяновка
  - Сабово
  - Червинка
- Надлакский сельский совет:
  - Надлак
  - Тимофеевка
- Небеловский сельский совет:
  - Небелевка
- Нерубайский сельский совет:
  - Нерубайка
  - Станиславовка
- Ольшанский сельский совет:
  - Ольшанка
  - Шляховое
- Подвысоцкий сельский совет:
  - Владимировка
  - Подвысокое
- Покотиловский сельский совет:
  - Орлово
  - Покотилово
  - Тарасовка
- Покровский сельский совет:
  - Покровка
- Рассоховатецкий сельский совет:
  - Рассоховатец
- Свердликовский сельский совет:
  - Свердликово
- Скалевский сельский совет:
  - Голубенка
  - Скалевая
- Скалевско-Хуторской сельский совет:
  - Кринички
  - Скалевские Хутора
- Терновский сельский совет:
  - Терновка
- Торговицкий сельский совет:
  - Левковка
  - Торговица
- Ятраньский сельский совет:
  - Вербовка
  - Зрубанцы
  - Ятрань